# 토끼눈증
토끼눈증(Lagophthalmos), 토안(兎眼)은 눈꺼풀을 온전하게 닫지 못하는 증상을 말한다.

## 야행성
야행성 토끼눈증(Nocturnal lagophthalmos)은 수면 중에 눈꺼풀을 닫을 수 없는 증상을 말한다.